# František Jaromír Rubeš
František Jaromír Rubeš (ur. 16 stycznia 1814 w Čížkov, zm. 10 sierpnia 1853 w Skuteč) – czeski prawnik, pisarz, dramaturg, autor humoresek i deklamowań oraz współautor humorystycznego magazynu (Paleček).

## Życiorys
Przyszedł na świat w wielodzietnej rodzinie. Po śmierci ojca wraz z rodziną przeniósł się do Kolina. Ukończył gimnazjum w Niemieckim Brodzie. Po ukończeniu szkoły rozpoczął studia filozoficzne w Pradze. Po dwóch latach wstąpił do seminarium duchownego. Po wystąpieniu z seminarium został pedagogiem. Pracował w Nowej Bystrzycy, później w Pradze. W tym okresie studiował prawo. Po ukończeniu fakultetu, w 1847 roku, udał się jako adwokat do Načeradec (w czasie Wiosny Ludów w 1848 roku ukrywał w swoim mieszkaniu w ratuszu Josefa Václava Friča, ściganego przez austriacką policję). W 1850 roku został auskultantem Sądu Rejonowego w Kutnej Horze, a z końcem 1851 roku został mianowany adiunktem w Skuteč.

## Twórczość
W 1834 roku miał swój literacki debiut na łamach Českých Květech. Wraz z przyjaciółmi Františkiem Hajnišem i Václavem Filípkem założył czasopismo Paleček, w którym publikował swoje utwory. Jego prace były wysoko oceniane przez krytykę literacką. Nazywany był czeskim Dickensem. Jego najsłynniejsze dzieło Pan Amanuensis na venku, aneb putování za novelou, doczekało się dwunastu wydań.
Od 1851 roku cierpiał na dziedziczną chorobę płuc. Zmarł 10 sierpnia 1853 roku mając trzydzieści dziewięć lat. Tablice pamiątkowe poświęcone pamięci pisarza można znaleźć w Nečeradec, Kolinie i Skuteč.

### Dzieła
- Deklamovánky
- Deklamovánky a písně
- Dlouhá předmluva ku krátké povídce
- Dvě pověsti
- Harfenice
- Humoresky
- Humoristické novely
- Novely a humoresky
- Ostří hoši
- Paleček, milownjk žertu a prawdy
- Pan Amanuensis na venku aneb putování za novelou
- Povídky, pověsti a obrazy ze života
- Stoletý kalendář
- Tři humoresky
- Veselá předmluva k smutné povídce o jistém nešťastném bačkoráři, z něhož si nepříznivý osud ke vší jeho bídě naposledy ještě blázna udělal, ale přece to zas trochu napravil
- Vrabec a kůň